# Academia de Bellas Artes (Francia)
La Academia de Bellas Artes francesa (Académie des beaux-arts) es una institución creada en 1816 que forma parte del Instituto de Francia.

## Historia
La Academia de Bellas Artes fue creada por la Ordenanza de 21 de marzo de 1816, que disponía la reagrupación de las siguientes antiguas academias reales en una sola institución:
- Académie royale de peinture et de sculpture (Real Academia de Pintura y Escultura, fundada en 1648)
- Académie royale de musique (Academia de Música, fundada en 1669)
- Académie royale d'architecture (Academia de Arquitectura, fundada en 1671).

Tras la supresión de las antiguas academias, en el seno del Instituto de Francia se crearon tres clases, siendo una de ellas la de Literatura y bellas artes, que contaba a su vez con ocho secciones (gramática, lenguas antiguas, poesía, antigüedad y monumentos, pintura, escultura, arquitectura, y música y declamación). La detención de cónsules del 3 de brumario del año XI (1803) dividió esta clase en tres nuevas clases, siendo una de ellas la de bellas artes. Es lo que constituye la base de la nueva Academia de 1816.
En virtud de la Ley del programa para la investigación de 2006, la Academia de Bellas Artes es una entidad moral de derecho público con un estatuto particular.
La Academia de Bellas Artes concede varios premios, unos por concurso (Grand Prix d'Architecture, Prix de Dessin Pierre David-Weill, Prix de Photographie, Grand Prix d'Orgue Jean-Louis Florentz, prix littéraires, Concours d’admission à la Casa de Velázquez) y otros que son galardones que premian una obra o trayectoria, como:
- Prix de chant choral Liliane Bettencourt
- Prix Pierre Cardin
- Nahed Ojjeh Prize
- Prix François-Victor Noury
- Prix de musique de la Fondation Simone et Cino Del Duca
- Prix de peinture ou de sculpture de la Fondation Simone et Cino Del Duca.

## Organización
La Academia está dividida en nueve secciones:
- I: Pintura
- II: Escultura
- III: Arquitectura
- IV: Grabado y dibujo
- V: Composición musical
- VI: Miembros libres
- VII: Creaciones artísticas en el cine y en lo audiovisual (sección creada en 1985)
- VIII: Fotografía (sección creada en 2005)
- IX: Coreografía (sección creada en 2018)

La Academia cuenta con 69 miembros titulares, a los que se añaden 16 miembros asociados extranjeros y 69 miembros correspondientes (franceses o extranjeros).
En 2025, la dirección estaba compuesta por: Laurent Petitgirard, Secretario perpetuo, Coline Serreau, Presidente y Jean Gaumy, Vicepresidente.
Los miembros asociados son: S.M.I. Farah Pahlavi (1974), Woody Allen (2004), Norman Foster (2007), Moza bint Nasser al-Missned (2007), Antonio López Garcia (2012), Philippe de Montebello (2012), Jiři Kylián (2018), Georg Baselitz (2019), William Kentridge (2021) Giuseppe Penone (2022) y Annie Leibovitz (2022)

## Miembros actuales
Véase también la Lista de miembros de la Academia de Bellas Artes (Francia) del Instituto de Francia
| Sección | Sillón (Fauteuil)    | Miembro                     | Fecha |
| --- | -------------------- | --------------------------- | ----- |
| I: Pintura Los sillones 1 y 12 han sido transferidos a la sección VII. Los sillones 3 y 14 han sido suprimidos. |                      |                             |       |
| 2 | Vacante              | 2022                        |       |
| 4 | Hervé Di Rosa        | 2022                        |       |
| 5 | Philippe Garel       | 2015                        |       |
| 6 | Gérard Garouste      | 2017                        |       |
| 7 | Ernest Pignon-Ernest | 2021                        |       |
| 8 | Tania Mouraud        | 2024                        |       |
| 9 | Fabrice Hybert       | 2018                        |       |
| 10 | Jean-Marc Bustamante | 2016                        |       |
| 11 | Nina Childress       | 2024                        |       |
| 13 | Yves Millecamps      | 2001                        |       |
| II: Escultura El sillón 4 ha sido transferido a la sección VII.                                                 | 1                    | Eva Jospin                  | 2024  |
| II: Escultura El sillón 4 ha sido transferido a la sección VII.                                                 | 2                    | Claude Abeille              | 1992  |
| II: Escultura El sillón 4 ha sido transferido a la sección VII.                                                 | 3                    | Jean Anguera                | 2013  |
| II: Escultura El sillón 4 ha sido transferido a la sección VII.                                                 | 5                    | Jean-Michel Othoniel        | 2018  |
| II: Escultura El sillón 4 ha sido transferido a la sección VII.                                                 | 6                    | Anne Poirier                | 2021  |
| II: Escultura El sillón 4 ha sido transferido a la sección VII.                                                 | 7                    | Pierre Édouard              | 2008  |
| II: Escultura El sillón 4 ha sido transferido a la sección VII.                                                 | 8                    | Vacante                     | 2022  |
| II: Escultura El sillón 4 ha sido transferido a la sección VII.                                                 | 9                    | Brigitte Terziev            | 2007  |
| III: Arquitectura El sillón 8 ha sido transferido a la sección VII.                                             | 1                    | Jacques Rougerie            | 2008  |
| III: Arquitectura El sillón 8 ha sido transferido a la sección VII.                                             | 2                    | Jean-Michel Wilmotte        | 2015  |
| III: Arquitectura El sillón 8 ha sido transferido a la sección VII.                                             | 3                    | Aymeric Zublena             | 2008  |
| III: Arquitectura El sillón 8 ha sido transferido a la sección VII.                                             | 4                    | Anne Démians                | 2021  |
| III: Arquitectura El sillón 8 ha sido transferido a la sección VII.                                             | 5                    | Marc Barani                 | 2018  |
| III: Arquitectura El sillón 8 ha sido transferido a la sección VII.                                             | 6                    | Dominique Perrault          | 2015  |
| III: Arquitectura El sillón 8 ha sido transferido a la sección VII.                                             | 7                    | Alain-Charles Perrot        | 2013  |
| III: Arquitectura El sillón 8 ha sido transferido a la sección VII.                                             | 9                    | Pierre-Antoine Gatier       | 2019  |
| III: Arquitectura El sillón 8 ha sido transferido a la sección VII.                                             | 10                   | Bernard Desmoulin           | 2018  |
| IV: Grabado y dibujo                                                                                            | 1                    | Érik Desmazières            | 2008  |
| IV: Grabado y dibujo                                                                                            | 2                    | Emmanuel Guibert            | 2023  |
| IV: Grabado y dibujo                                                                                            | 3                    | Astrid de La Forest         | 2016  |
| IV: Grabado y dibujo                                                                                            | 4                    | Pierre Collin               | 2018  |
| IV: Grabado y dibujo                                                                                            | 5                    | Catherine Meurisse          | 2020  |
| IV: Grabado y dibujo                                                                                            | 6                    | Vacante                     | 2022  |
| V: Composición musical                                                                                          | 1                    | Laurent Petitgirard         | 2000  |
| V: Composición musical                                                                                          | 2                    | Bruno Mantovani             | 2017  |
| V: Composición musical                                                                                          | 3                    | Michaël Levinas             | 2009  |
| V: Composición musical                                                                                          | 4                    | Gilbert Amy                 | 2013  |
| V: Composición musical                                                                                          | 5                    | François-Bernard Mâche      | 2002  |
| V: Composición musical                                                                                          | 6                    | Édith Canat de Chizy        | 2005  |
| V: Composición musical                                                                                          | 7                    | Régis Campo                 | 2017  |
| V: Composición musical                                                                                          | 8                    | Thierry Escaich             | 2013  |
| VI: Miembros libres El sillón 9 ha sido transferido a la sección VII. Los sillones 2 y 12 han sido suprimidos.  | 1                    | William Christie            | 2008  |
| VI: Miembros libres El sillón 9 ha sido transferido a la sección VII. Los sillones 2 y 12 han sido suprimidos.  | 3                    | Vacante                     | 2024  |
| VI: Miembros libres El sillón 9 ha sido transferido a la sección VII. Los sillones 2 y 12 han sido suprimidos.  | 4                    | Muriel Mayette-Holtz        | 2017  |
| VI: Miembros libres El sillón 9 ha sido transferido a la sección VII. Los sillones 2 y 12 han sido suprimidos.  | 5                    | Guy Savoy                   | 2024  |
| VI: Miembros libres El sillón 9 ha sido transferido a la sección VII. Los sillones 2 y 12 han sido suprimidos.  | 6                    | Marc Ladreit de Lacharrière | 2005  |
| VI: Miembros libres El sillón 9 ha sido transferido a la sección VII. Los sillones 2 y 12 han sido suprimidos.  | 7                    | Adrien Goetz                | 2017  |
| VI: Miembros libres El sillón 9 ha sido transferido a la sección VII. Los sillones 2 y 12 han sido suprimidos.  | 8                    | Christophe Leribault        | 2023  |
| VI: Miembros libres El sillón 9 ha sido transferido a la sección VII. Los sillones 2 y 12 han sido suprimidos.  | 10                   | Henri Loyrette              | 1997  |
| VI: Miembros libres El sillón 9 ha sido transferido a la sección VII. Los sillones 2 y 12 han sido suprimidos.  | 11                   | Patrick de Carolis          | 2010  |
| VI: Miembros libres El sillón 9 ha sido transferido a la sección VII. Los sillones 2 y 12 han sido suprimidos.  | 13                   | François-Bernard Michel     | 2000  |
| VII: Creaciones artísticas en el cine y en lo audiovisual                                                       | 2                    | Roman Polanski              | 1998  |
| VII: Creaciones artísticas en el cine y en lo audiovisual                                                       | 3                    | Jean-Jacques Annaud         | 2007  |
| VII: Creaciones artísticas en el cine y en lo audiovisual                                                       | 4                    | Coline Serreau              | 2018  |
| VII: Creaciones artísticas en el cine y en lo audiovisual                                                       | 5                    | Marjane Satrapi             | 2024  |
| VII: Creaciones artísticas en el cine y en lo audiovisual                                                       | 6                    | Régis Wargnier              | 2007  |
| VII: Creaciones artísticas en el cine y en lo audiovisual                                                       | 7                    | Vacante                     | 2000  |
| VIII: Fotografía                                                                                                | 1                    | Vacante                     | 2025  |
| VIII: Fotografía                                                                                                | 2                    | Yann Arthus-Bertrand        | 2006  |
| VIII: Fotografía                                                                                                | 3                    | Dominique Issermann         | 2021  |
| VIII: Fotografía                                                                                                | 4                    | Jean Gaumy                  | 2016  |
| VIII: Fotografía                                                                                                | 5                    | Françoise Huguier           | 2023  |
| VIII: Fotografía                                                                                                | 6                    | Valérie Belin               | 2024  |
| IX: Coreografía                                                                                                 | 1                    | Thierry Malandain           | 2019  |
| IX: Coreografía                                                                                                 | 2                    | Blanca Li                   | 2019  |
| IX: Coreografía                                                                                                 | 3                    | Angelin Preljocaj           | 2019  |
| IX: Coreografía                                                                                                 | 4                    | Carolyn Carlson             | 2020  |